# Valto Tynnilä
Valto Veikko Tynnilä, född 19 januari 1904 i Anjala, försvunnen i vinterkriget den 16 februari 1940, dödförklarad, var en finländsk kompositör och sångtextförfattare.
På 1920-talet var Tynnilä medlem i en blåsorkester och blev senare trumpetare i dansorkestern Melu i Myllykoski. 1931 flyttade han till Helsingfors och inledde samarbete med Dallapé och dess låtskrivare Martti Jäppilä. De båda förde under 1930-talet ett vidsträckt samarbete och gjorde ett hundratal sånger tillsammans. Av Tynniläs kompositioner spelades ungefär etthundrafemtio in på skiva. En del av kompositionerna gjorde Tynnilä under pseudonymerna Walter Rae, Ola Allan och Vale Tynys. Till Tynniläs mest kända kompositioner hör Valamo, Yö Altailla, Petsamo, Aropaimen och Viipurin Vihtori. Förutom till Martti Jäppilä, komponerade Tynnilä för Matti Jurva, Tatu Pekkarinen och nitton kompositioner gjordes för pjäsen Seikkailu Chicagosssa. 1938 flyttade Tynnilä tillbaka till Myllykoski. Han gav åren 1931–1939 ut serien Viimeisiä levysäveleitä, som totalt gavs ut i 57 nummer. Under vinterkriget kallades Tynnilä till tjänstgöring och försvann 1940. Senare spreds uppgifter om att Tynnilä levde som krigsfånge i Sovjetunionen.

## Verk (urval)
- Pieni sydän
- Irja pien'
- Petsamo
- Tahiti
- Ruhtinaan viulu